# Павлова, Ольга Альбертовна
Павлова Ольга Альбертовна (род. 4 февраля 1973 года; г. Петропавловск-Камчатский, Камчатская область, СССР) — российский политический деятель. Заместитель губернатора Белгородской области с 2016 года по 2020 год. Председатель Белгородской областной думы VII созыва с 2020 по 2022 год.

## Биография
В 1996 году завершила обучение на филологическом факультете Адыгейского государственного университета. По окончании работала в Усть-Лабинске учителем русского языка и литературы. В 2000 году стала старшим преподавателем Белгородского регионального института повышения квалификации и профессиональной переподготовки специалистов. В 2004 году защитила кандидатскую диссертацию в МГПУ. В 2010 году покинула Белгородский региональный институт повышения квалификации в должности проректора по научной работе.
В том же году заняла пост главы управления профобразования и науки департамента образования, культуры и молодёжной политики Белгородской области. В 2011 году стала заместителем начальника областного департамента внутренней и кадровой политики. В 2016 году была назначена замгубернатора Белгородской области. На выборах в местную думу в сентябре 2020 года стала депутатом по списку «Единой России».
22 сентября 2020 года на первом заседании регионального парламента была единогласно избрана председателем Белгородской областной думы VII созыва.
15 апреля 2022 года покинула должность председателя Белгородской областной думы, перейдя на должность директора по организационному развитию службы директора по стратегическому менеджменту АО «Управляющая компания Эфко» (г. Москва).